# Lepyrodon suborthostichus
Lepyrodon suborthostichus là một loài Rêu trong họ Lepyrodontaceae. Loài này được (Müll. Hal.) Hampe miêu tả khoa học đầu tiên năm 1865.